# عجل (قبيلة)

## النسب
قبيلة العجل قبيلة عربية إحدى قبائل هيكل (هيجل) الجَبرية المَذحِجية القَحطانية تنتسب إلى العِجلْ بِنْ جاموس بن شُويخ بِن جاموس بِن هَيكل الجَبري.

## دِيار العِجل
ثِقل انتشار قبيلة العجل في نينوى ولاسيما الموصل والقيارة والشورة وحمام العليل والنمرود كما تنتشر في صلاح الدين خصوصاً في سامراء والخرجة كما هاجر قسم منهم إلى البصرة وسكنوا هناك.

## فروع قبيلة العِجلْ
تتألف قبيلة العجل من خمسة عشائر رئيسية وهي بدورها تتفرع إلى أفخاذ وبطون وهي:

### العُميري بن عِجل
وهي أكبر عشائر العجل وهي بالتالي تتألف من الأفخاذ التالية:
- سلطان بن العميري
- المحمد بن عميري: الزباولة
- عبد الجادر العميري: الثعالبة
- خلف العميري: الهلال الخلف

وسلطان بن العميري يتكون من الأفخاذ التالية:
1. عابد بن سلطان
2. صالح بن سلطان
3. عيسى بن سلطان هم أغلبية سكان القيارة ومنهم:

- عبيد بن عيسى وفيهم بيت الرئاسة مجبل الوكاع
- أعْمَّر بن عيسى
- عميري بن عيسى
- لجي بن عيسى
- عِلي بن عيسى

### عَميرة بن عجل
تشكل هذه العشيرة غالبية سكان الشورة التابعة لِـ الموصل ويرأس هذه العشيرة الشيخ عذال الملا منصور، وتتفرع هذه العشيرة إلى عدة بطون وفروع.

### عشيرة آل سالم بن عجل
يتوزع أفراد هذه العشيرة بين محافظتي البصرة و نينوى و هي أيضاً تتفرع إلى بطون أخرى.

## الحرب الأمريكية على العراق 2003
لعبت عشائر العجل دوراً كبيراً في قتال القوات الأمريكية، وخصوصاً في محافظة نينوى وقد قدمت الكثير من التضحيات سواء بالنفس أم بالمال ولا سيما في مدن (الموصل و القيارة و الشورة و حمام العليل و النمرود و الحضر) و قد أستمرت في كفاحها المسلح ضد قوات الأحتلال الأمريكي من دخولهم أرض العراق عام 2003 و حتى جلائهم عام 2011.

## شخصيات بارزة
- الأمير مجبل بن علي آل وكاع أحد أٌمراء قبائل الجبور في العراق و الجزيرة العربية والنائب عن لواء الموصل في العهد الملكي.
- الخبير النفطي المهندس عبد الجبار بن علي آل وكاع الوكيل الأقدم لوزارة النفط العراقية.
- الشيخ طابور باشا (1880-1934) م من أهم شخصيات العراق.
- اللواء الركن نجم عبد الله العجلِاوي الجُبوري قائمقام تلعفر سابقاً وقائد عمليات محافظة نينوى حالياً.
- اللواء الركن أحمد حسن العطية العجِلاوي الجُبوري قائد شرطة محافظة نينوى سابِقا.
- اللواء الركن أحمد حسن العلو العِجلاوي الجُبوري قائد شرطة محافظة نينوى سابِقا.